# Gyda Voss
Gyda Voss, född 1871 i Oslo, död 1961, var en norsk målare.
Gyda Voss studerade vid Det Kongelige Danske Kunstakademi 1894–1896 samt i Italien och Paris. Hon är representerad vid Nasjonalgalleriet i Oslo med Italienerbarn och Gammel kone samt vid Bymuseet i Oslo med ett porträtt av sin far Peter Voss (1901).